# Needed Me
"Needed Me" é uma canção da cantora barbadense Rihanna, gravada para o seu oitavo álbum de estúdio Anti. Foi composta pela própria intérprete com auxílio de Dijon McFarlane, Nick Audino, Lewis Hughes, Khaled Rohaim, Te Warbrick, Adam Feeney, Brittany Hazard, A. Sneed, Alicia Reneé, Charles Hinshaw e Derrus Rachel, sendo que a produção ficou a cargo de DJ Mustard, Twice as Nice e Frank Dukes. Foi enviada para as rádios norte-americanas a 30 de março de 2016, em conjunto com "Kiss It Better", através da Westbury Road Entertainment e Roc Nation, servindo ambas as faixas como singles do disco.

## Antecedentes e lançamento
Após o lançamento de três singles em 2015 —"FourFiveSeconds" (com Kanye West e Paul McCartney), "Bitch Better Have My Money" e "American Oxygen" — a revista Billboard anunciou que uma nova faixa de trabalho de Rihanna iria estrear a 27 de janeiro de 2016 nas rádios norte-americanas. Nesse mesmo dia, "Work" começou a tocar em rádios de todo o mundo, incluindo na BBC Radio 1 no Reino Unido. Posteriormente, foi disponibilizada em formato digital na iTunes Store e em streaming na Apple Music e Tidal.

## Desempenho nas tabelas musicais

### Posições
| Tabela musical (2016)                            | Melhor posição |
| ------------------------------------------------ | -------------- |
| Alemanha - Single-Charts                         | 57             |
| Austrália - ARIA Singles Chart                   | 48             |
| Áustria - Ö3 Austria Top 40                      | 71             |
| Bélgica - Ultratip (Flandres)                    | 2              |
| Bélgica - Ultratip (Valónia)                     | 11             |
| Canadá - Canadian Hot 100                        | 27             |
| Estados Unidos - Billboard Hot 100               | 7              |
| Estados Unidos - Billboard R&B/Hip-Hop Songs     | 2              |
| Estados Unidos - Billboard Pop Songs             | 20             |
| Estados Unidos - Billboard Dance/Club Play Songs | 1              |
| França - SNEP                                    | 94             |
| Hungria - Single Top 40                          | 31             |
| Irlanda - Top 100 Singles                        | 47             |
| Itália - Top Digital                             | 46             |
| Nova Zelândia - NZ Top 40 Singles                | 17             |
| Países Baixos - Mega Single Top 100              | 42             |
| Reino Unido - UK Singles Chart                   | 38             |
| Reino Unido - UK R&B Singles Chart               | 14             |
| Chéquia - Singles Digitál Top 100                | 29             |
| Suécia - Sverigetopplistan                       | 34             |
| Suíça - Schweizer Hitparade                      | 45             |

### Certificações
| País          | Provedor | Certificação |
| ------------- | -------- | ------------ |
| Austrália     | ABPD     | 2× Platina   |
| Brasil        | ARIA     | Ouro         |
| Itália        | FIMI     | Ouro         |
| Nova Zelândia | RMNZ     | Ouro         |
| Reino Unido   | BPI      | Prata        |
| Suécia        | GLF      | Ouro         |

## Créditos
Todo o processo de elaboração de "Needed Me" atribui os seguintes créditos: